# فرد فوستر
فرد فوستر (بالإنجليزية: Fred Foster)‏ هو منتج أسطوانات وكاتب أغاني أمريكي، ولد في 26 يوليو 1931، وتوفي في 20 فبراير 2019.

## وصلات خارجية
- فرد فوستر على موقع IMDb (الإنجليزية)
- فرد فوستر على موقع الموسوعة البريطانية (الإنجليزية)
- فرد فوستر على موقع ميوزك برينز (الإنجليزية)
- فرد فوستر على موقع أول ميوزيك (الإنجليزية)
- فرد فوستر على موقع ديسكوغز (الإنجليزية)
- فرد فوستر على موقع قاعدة بيانات الفيلم (الإنجليزية)